# فیلم لگو
فیلم لگو (به انگلیسی: The LEGO Movie) یک پویانمایی رایانه‌ای به سبک کمدی و ماجراجویی، به نویسندگی و کارگردانی فیل لرد و کریستوفر میلر می‌باشد که توسط برادران وارنر در سال ۲۰۱۴ منتشر شد. از صداپیشگان این فیلم می‌توان کریس پرت، ویل فرل، الیزابت بنکس، ویل آرنت، نیک آفرمن، الیسون بری، چارلی دی، لیام نیسون و مورگان فریمن را نام برد. این فیلم بر پایهٔ اسباب بازی‌های لگو ساخته شده و شخصیت اصلی داستان دربارهٔ یک کارگر ساختمانی ساده به نام اِمِت است که پیشگویی شده او از جهان در برابر رئیس‌جمهور تجارت که می‌خواهد تمام مردم را با کراگل (چسب قطره‌ای) متوقف کند، محافظت کند.
فیلم لگو در ۷ فوریه ۲۰۱۴ در سینماهای ایالات متحده اکران شد و با موفقیت قابل توجهی در گیشه همراه بود، فیلم بیش از ۴۶۹ میلیون دلار فروش رفت درحالیکه بودجه ساخت آن ۶۰ میلیون دلار بود. فیلم همچنین تحسین گسترده منتقدان را در پی‌داشت و داستان، طنز و صداپیشگی اثر تمجید شد. فیلم برنده جوایز متعددی همچون جایزه بفتا، جوایز گزینش منتقدان فیلم، جایزه ساترن و نامزد جایزه گلدن گلوب بهترین فیلم پویانمایی و نامزد جایزه اسکار بهترین ترانه برای ترانه «همه‌چی عالیه» شد.
دنباله این فیلم تحت عنوان فیلم لگو ۲: بخش دوم در سال ۲۰۱۹ اکران شد. دو اسپین‌اف از فیلم با عنوان فیلم لگو بتمن (۲۰۱۷) و فیلم لگو نینجاگو (۲۰۱۷) ساخته شدند.

## داستان
در جهان لگو، ویتروویوس تلاش می‌کند تا از یک ابرسلاح به نام کراگل در برابر رئیس‌جمهور تجارت که شرور است، محافظت کند. او در این کار شکست می‌خورد اما پیشگوئی می‌کند که شخصی از مردم در برابر کراگل محافظت خواهد کرد. رئیس‌جمهور تجارت ویتروویوس را از صخره‌ای به پایین پرت می‌کند و پیشگوئی را جعلی می‌خواند.
هشت‌ونیم سال بعد، اِمِت به اشتباه جایگزین یک کارگر ساختمانی می‌شود و به مأموریتی می‌رود که با پیوستن به گروهی دیگر از لگوها، تلاش می‌کنند تا در برابر رئیس‌جمهور تجارت که قصد نابودی جهان را دارد، بایستند.

## صداپیشه‌گان
- کریس پرت در نقش اِمِت، یک کارگر سادهٔ ساختمانی.
- ویل آرنت در نقش بروس وین / بتمن
- ویل فرل در نقش رئیس‌جمهور تجارت، یک بازرگان (شخصیت بد داستان)
  - ویل فرل همچنین در قسمت غیر انیمیشنی فیلم نقش «مرد بالای پله ها» را دارد.
- الیزابت بنکس در نقش لوسی / وایلد استایل { سوئیت مایهم }
- نیک آفرمن در نقش ریش آهنین یک دزد دریایی که در جنگ با رئیس تجارت قبلاً تمام اعضای خود را از دست داده.
- الیسون بری در نقش شاهزاده گربه تکشاخ (پیوندی از گربه و تک شاخ) یونی کیتی
- چارلی دی در نقش فضانورد دهه ۱۹۸۰ که در ساختن فضاپیما مهارت دارد { بنی }
- لیام نیسون در نقش یک پلیس بد و خوب که یک پلیس کاملاً دوشخصیتی با دو چهره متفاوت است.

1. او همچنین صدای پدر پلیس بد/خوب را دارد.

- مورگان فریمن در نقش ویتروویوس
- چنینگ تیتوم در نقش کلارک کنت / سوپرمن
- جونا هیل در نقش گرین لانترن
- کوبی اسمالدرز در نقش واندر وومن
- جیدن سند در نقش فین پسر ۸ ساله فرزند «مرد بالای پله‌ها» در بخش غیر انیمیشنی فیلم